# Carnegiestadia
De Carnegiestadia of embryonale stadia zijn een verdeling van de menselijke embryonale ontwikkeling in 23 stadia gedurende de acht weken van de embryonale periode vanaf bevruchting tot het begin van de foetale periode.
De stadia werden in 1942 ontwikkeld door George Linius Streeter (1873–1948), een Amerikaanse embryoloog, aan het Carnegie Institution for Science in Baltimore. Een embryo wordt vervolgens in verschillende stadia ingedeeld op basis van zijn morfologische kenmerken. Oorspronkelijk noemde hij deze fasen 'horizons'. Hij en zijn collega's hebben hun bevindingen verkregen met behulp van resusaap-embryo's, aangezien vroege menselijke embryo's niet beschikbaar waren.
In 1987 werd de classificatie voltooid door Ronan R. O'Rahilly en Fabiola Müller van de University of California en de stadia werden vanaf toen embryonale of Carnegiestadia genoemd.
Het ontwikkelen van een indeling in stadia maakt een nauwkeurigere classificatie mogelijk dan mogelijk zou zijn op basis van grootte of leeftijd, hoewel de relatie tussen stadia en embryogrootte redelijk constant is.

## Stadia
Dagen zijn bij benadering en weerspiegelen de dagen sinds de laatste ovulatie vóór de zwangerschap ("Postovulatie leeftijd").

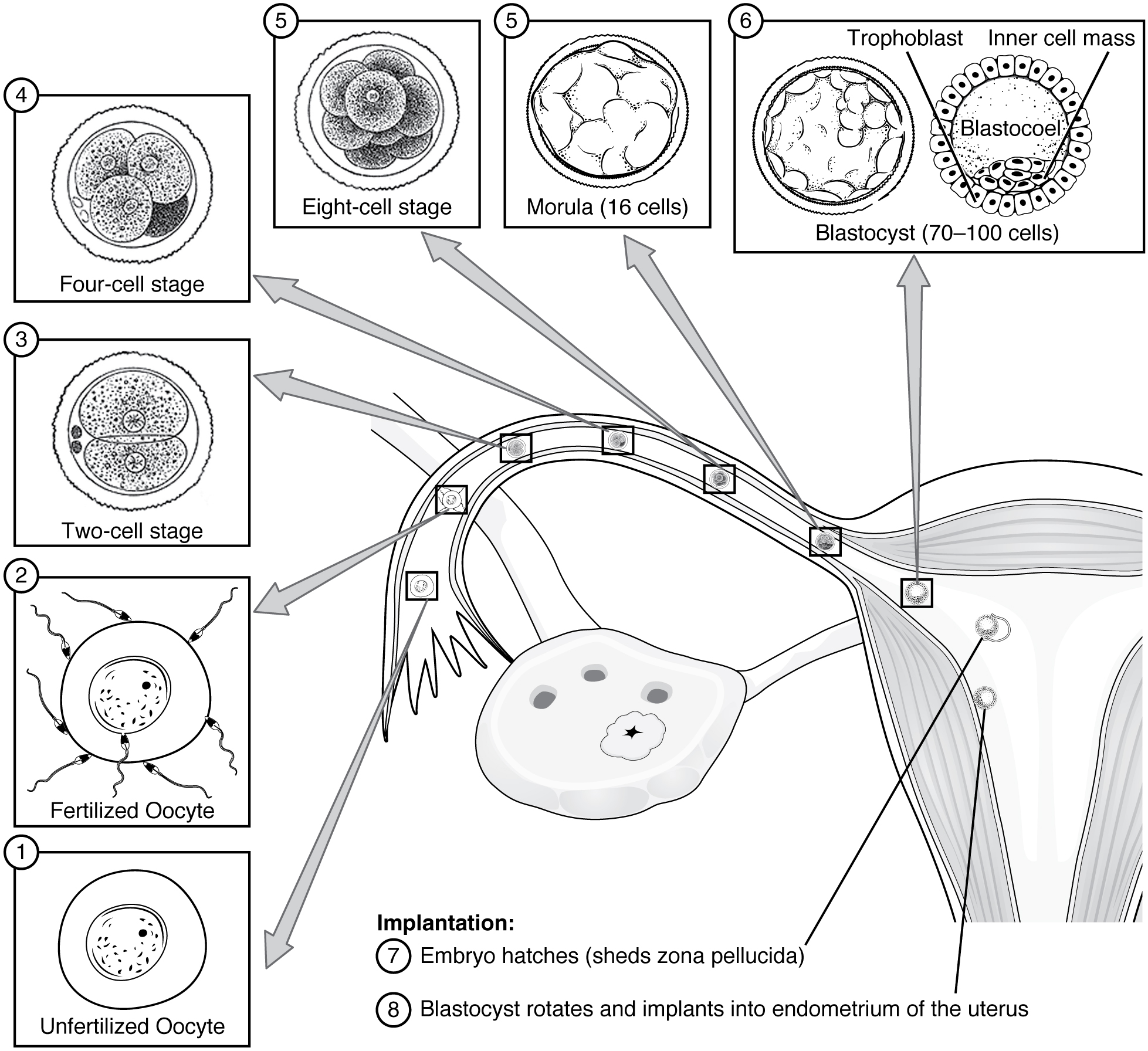
Vroege ontwikkeling van het menselijk embryo vanaf ovulatie tot en met innesteling

Schematische weergave van de ontwikkeling van een menselijke zygote tot een embryo van 23 dagen (conceptionele leeftijd).

### Stadium 1: 1 dag
- bevruchting
- poollichaampjes

Carnegiestadium 1 is de zygote, het eencellige embryo. Dit stadium is verdeeld in drie substadia.

#### Stadium 1 a
Primordiaal embryo. Al het genetische materiaal dat nodig is voor een nieuw individu, samen met enkele redundante chromosomen, zijn aanwezig in een enkel kernmembraan. Penetratie van de bevruchtende spermacel stelt de eicel in staat om de meiose te hervatten en het poollichaampje wordt uitgestoten.

#### Stadium 1 b
Pronucleair embryo. Er zijn twee afzonderlijke haploïde componenten aanwezig - de moederlijke en vaderlijke pronuclei. De pronuclei bewegen naar elkaar toe en drukken uiteindelijk hun  kernmembranen samen waar ze naast elkaar liggen, vlak bij het midden van de wand.

#### Stadium 1 c
Syngamisch embryo. De laatste fase van de bevruchting. De pronucleaire kernmembranen verdwijnen en de ouderlijke chromosomen komen samen in een proces dat gametogonie wordt genoemd.

### Stadium 2: 2-3 dagen
- Klieving
- Morula
- Verdichting

Carnegiestadium 2 begint wanneer de zygote zijn eerste celdeling ondergaat en eindigt wanneer de blastocyste een holte vormt en meer dan 16 cellen omvat. Op dit punt wordt het een morula genoemd.
De klievingsdelingen van CS2-embryo's verlopen niet synchroon. En het lot van de blastomeren is nog niet bepaald.
Het tweecellige embryo is bolvormig en omgeven door de transparante zona pellucida. Elk van de blastomeren die zich vormen, is ook bolvormig.
Op ongeveer dag 3, in het achtcellige stadium, begint meestal de verdichting.

### Stadium 3: 4-5 dagen
- blastocyste en blastocoel
- trofoblast en embryoblast

Carnegiestadium 3 begint wanneer er voor het eerst een holte verschijnt in de morula en eindigt na het uitkomen van de zona pellucida wanneer het embryo contact maakt met het baarmoederslijmvlies.
Er zijn slechts twee stadia 3-embryo's: stadium 3-1 en stadium 3-2.
Er zijn vier karakteristieke processen die CS3-embryo's doorlopen: cavitatie, ineenstorting en expansie, uitkomen en afdanken van cellen.

#### Cavitatie
De initiatie van cavitatie geeft het begin van CS3 aan. Dit proces leidt tot de differentiatie van blastocysten in buitenste trofoblastcellen en binnenste embryoblasten.

#### Instorting en expansie
Dit proces wordt in vitro waargenomen en het is niet bekend of dit ook in vivo gebeurt. In vitro stort de blastocyst snel in en breidt zich langzaam weer uit voordat hij uit de zona pellucida komt.

#### Uitkomen
Tijdens dit proces komt de blastocyste uit de zona pellucida. Dit proces moet plaatsvinden vóór innesteling in het baarmoederslijmvlies.

#### Afstoten van cellen
Transmissie-elektronenmicroscopie van in vitro blastocysten laat twee soorten cellen zien die het ontwikkelende embryo blijkbaar afstoot. Dit zijn afgezonderde cellen en geïsoleerde cellen. Afgezonderde cellen zijn groepen cellen die zich tussen de zona pellucida en de trofoblast bevinden. Geïsoleerde cellen worden voornamelijk gevonden in de holte van de blastocyste.

### Stadium 4: 6 dagen
- syncytiotrofoblast
- cytotrofoblast
- amnion ectoderm

### Stadium 5 (a-c): 7-12 dagen

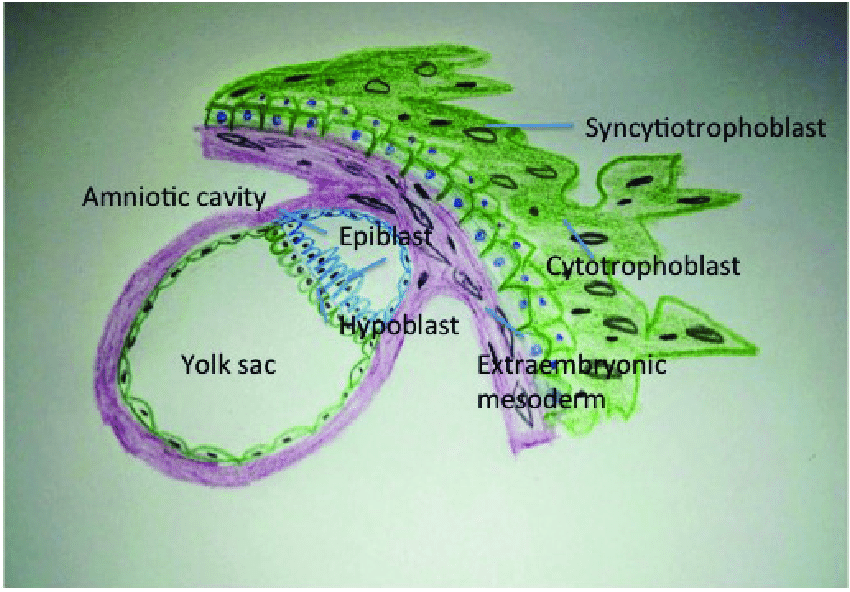
Menselijk embryo op dag 14 na de bevruchting.

- Innesteling
- kiemschijf
- primaire dooierzak
- amnionholte

### Stadium 6: c. 13-17 dagen

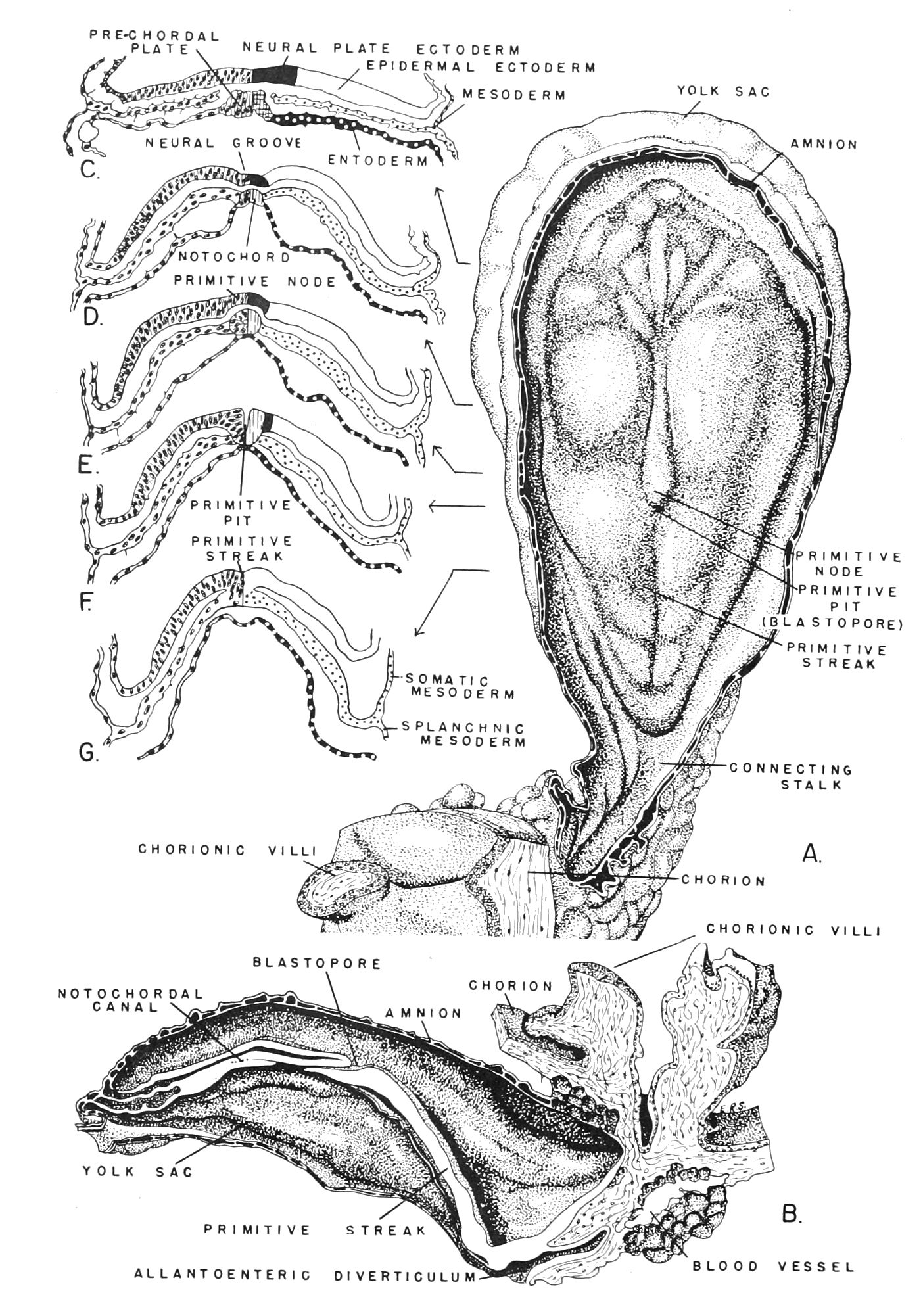
Laat gastrulastadium met drie kiembladen van een menselijk embryo. (A) Dorsaal aanzicht van de kiemschijf, amnion verwijderd. (B) Sagittale doorsnede door het middengebied van (A). (C-G) Dwarsdoorsneden zoals aangegeven. Met primitive pit= primitieve put

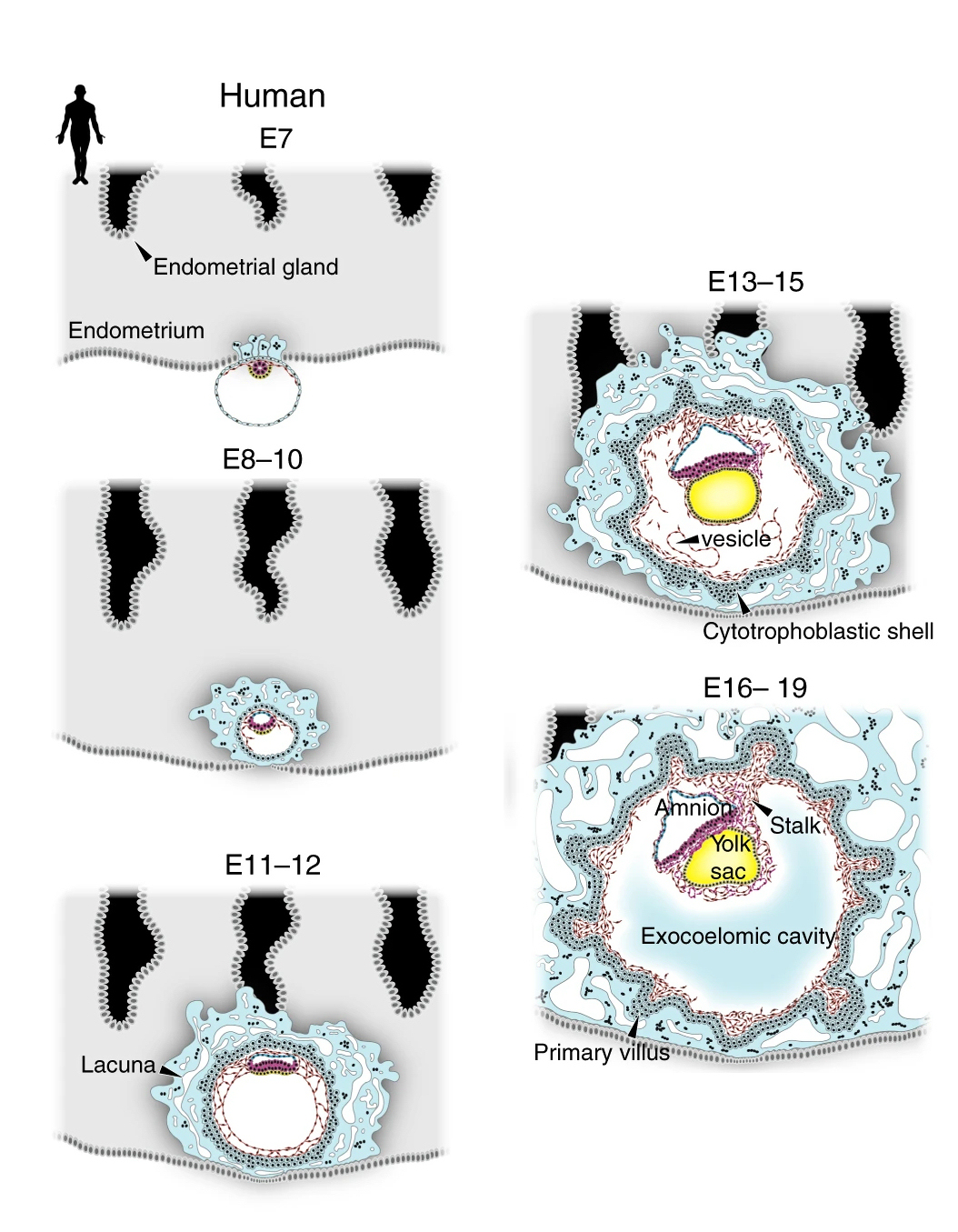
Embryonale stadia van de mens worden weergegeven in het Carnegie-stadium en embryonale dagen (vanaf de bevruchting) (E). De secundaire dooierzak is geel gemarkeerd. De tekeningen zijn gebaseerd op representatieve histologische secties van menselijke embryo's.

Het embryo is ongeveer 0,3 mm lang 
- primitieve streep
- primitieve groef
- chorionvilli
- secundaire dooierzak
- vroege gastrulatie

### Stadium 7: ca. 19 dagen
Het embryo is 0,6 mm lang 
- gastrulatie
- neurale plaat
- begin van hematopoëse
- chorda dorsalis

### Stadium 8: ca. 23 dagen
Het embryo is 0,5 tot 2 mm lang 
- presomiet periode
- primitieve put[4]

### Stadium 9: ca. 25 dagen
Het embryo is 1,4 tot 2,5 mm lang 
- neurale groef
- neurale plooien
- septum transversum
- oorplacode
- vroeg hart

### Stadium 10: ca. 28 dagen
Het embryo is 1,5 tot 3,6 mm lang 
- kieuwspleet #1 en #2
- linker- en rechterboezems en ventrikels van het hart kunnen worden geïdentificeerd door hun relatieve locaties. Het epimyocardium en de bulbotruncusregio van het hart zijn aanwezig.
- tussenliggend mesoderm

### Stadium 11: c. 29 dagen
Het embryo is 1,4 tot 5 mm lang 
- sinus venosus: gemeenschappelijke veneuze sinus in het embryo, aan de achterwand van de primitieve hartboezem
- gang van Wolff

### Stadium 12: ca. 30 dagen
Het embryo is 3 tot 5,4 mm lang 
- bovenste ledematenknoppen

### Stadium 13: ca. 32 dagen
Het embryo is 3,9 tot 6 mm lang
- septum primum (eerste scheidingswand)
- foramen primum. In het zich ontwikkelende hart staan aanvankelijk de hartboezems met elkaar in verbinding.

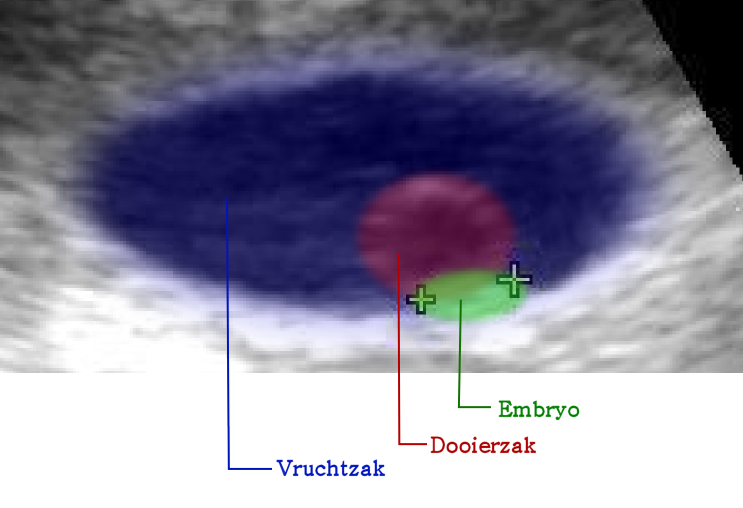
Inhoud in de holte van de baarmoeder ongeveer 5 weken vanaf de bevruchting (conceptionele leeftijd) met echografie. Het embryo is 3 mm lang. Vruchtzak, dooierzak

### Stadium 14: ca. 33 dagen
Het embryo is 5 tot 7 mm lang
- urineleiderknop

### Stadium 15: ca. 36 dagen
Het embryo is 7 tot 9 mm lang
- Ontwikkeling van de reukzenuw en de voet- en handplaten in een vroeg stadium
- oogblaasje
- neusplacode

### Stadium 16: ca. 39 dagen

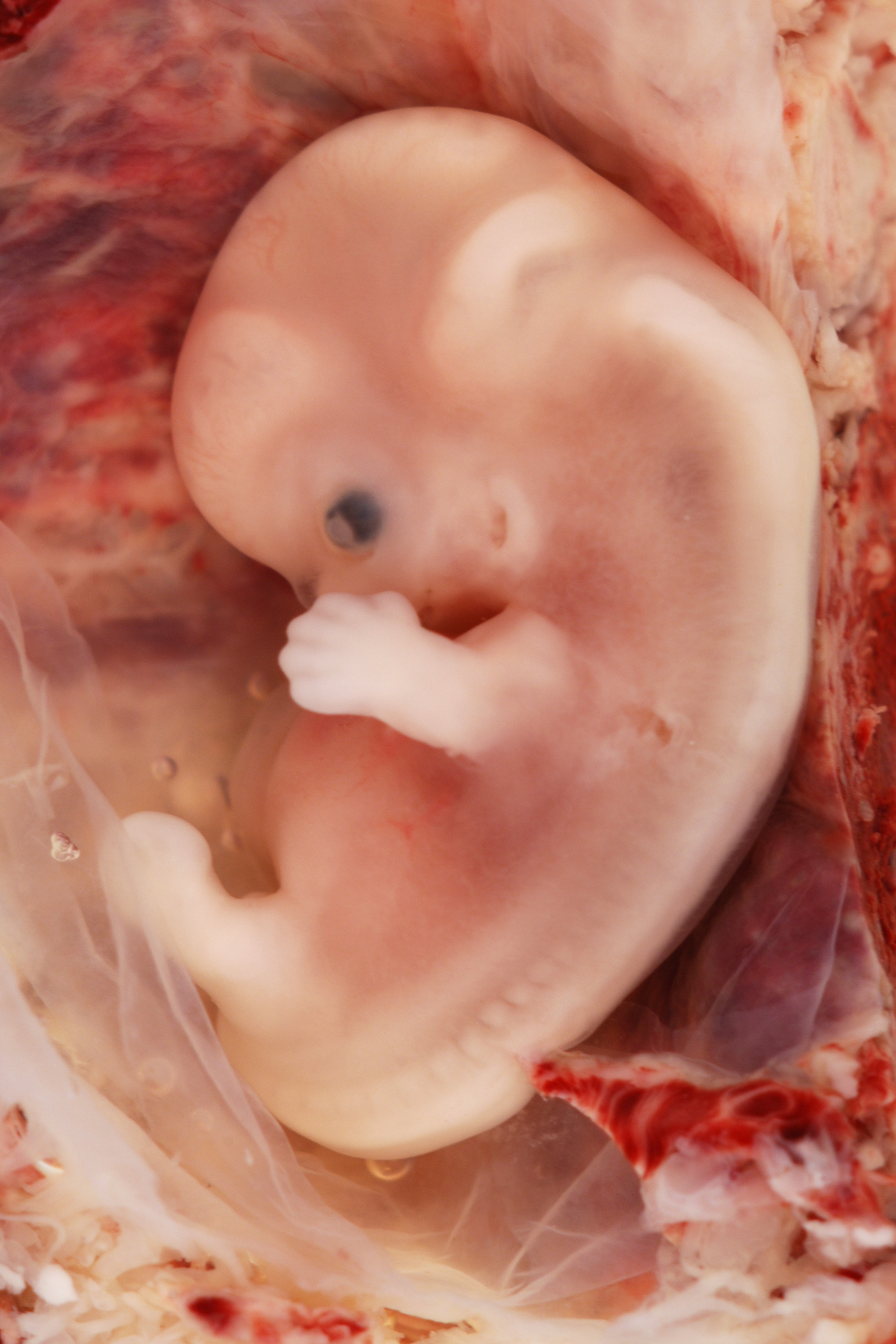
Dit embryo komt ook van een buitenbaarmoederlijke zwangerschap, deze in de cornu (het deel van de baarmoeder waaraan de eileider is bevestigd). De kenmerken komen overeen met een conceptionele leeftijd van zeven weken of als de negende week van de postmenstruele leeftijd.

Het embryo is 8 tot 11 mm lang
- onderste ledematenknoppen
- hartprominentie (uitbolling)[5]

### Stadium 17: ca. 41 dagen
Het embryo is 11 tot 14 mm lang
- innesteling embryo in achterste baarmoederwand

### Stadium 18: ca. 44 dagen
Het embryo is 13 tot 17 mm lang
- septum secundum

### Stadium 19: ca. 46 dagen
Het embryo is 16 tot 18 mm lang
- Sensorische placodes, lensput, otocyste, neusputten ventraal verplaatst, vierde hersenventrikel
- ossificatie gaat door
- Hoofd: voorhersenen, oog, oorschelp
- Lichaam: rechttrekken van romp, hart, lever, navelstreng

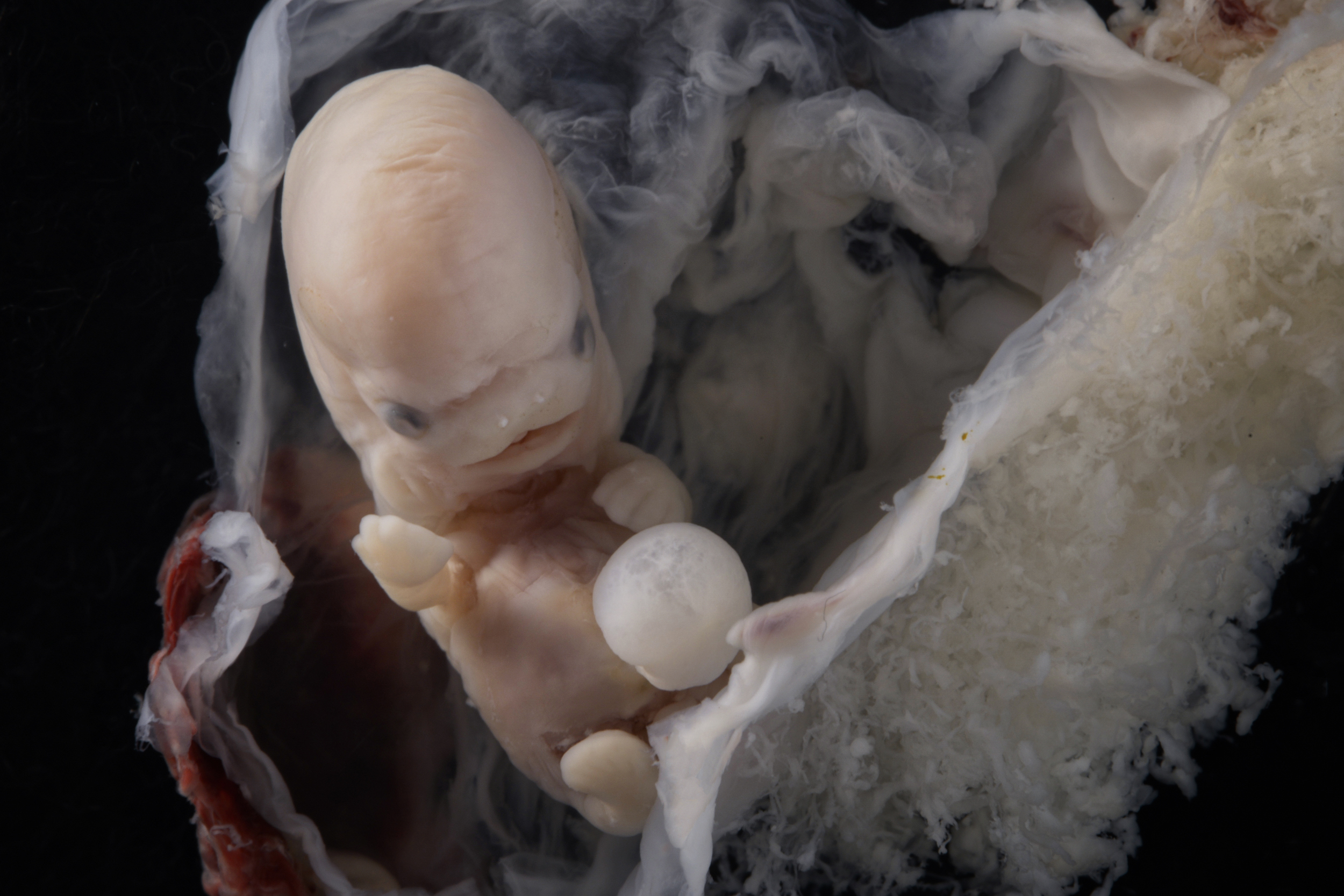
zeven weken oud embryo (vanaf bevruchting)

### Stadium 20: ca. 49 dagen
Het embryo is 18 tot 22 mm lang
- Sensorische placodes, lensput, otocyste, neusputten ventraal verplaatst, vierde hersenventrikel
- ossificatie gaat door
- Hoofd: voorhersenen, oog, oorschelp
- Gehoor - oorplacode verbonden met de basale plaat en met het toekomstige achterhoofdsbeen. De punt van de cochlea is langwerpig en gekruld.
- Trommelvliesspanner en stijgbeugelspier aanwezig.
- Ledematen: De handen staan nog steeds ver uit elkaar en de vingers zijn kort, stomp en licht gebogen over de hartprominentie

### Stadium 21: c. 51 dagen
Het embryo is 20 tot 26,4 mm lang
- Sensorische placodes, neusholten verplaatst naar ventraal, vierde hersenventrikel
- Verdere ossificatie
- Hoofd: neus, oog, oorschelp
- Lichaam: strekken van romp, hart, lever, navelstreng
- Ledematen: bovenste ledematen langer en gebogen bij de elleboog, voetplaat met digitale stralen beginnen te scheiden, pols, handplaat met zwemvliezen tussen vingers

### Stadium 22: c. 53 dagen
Het embryo is 23,4 tot 27,5 mm lang
- Verdere ossificatie
- Hoofd: neus, oog, externe gehoorgang
- Lichaam: rechttrekken van romp, hart, lever, navelstreng
- Ledematen: bovenste ledematen langer en gebogen bij de elleboog, voetplaat met zwemvliezen, pols, handplaat met gescheiden vingers

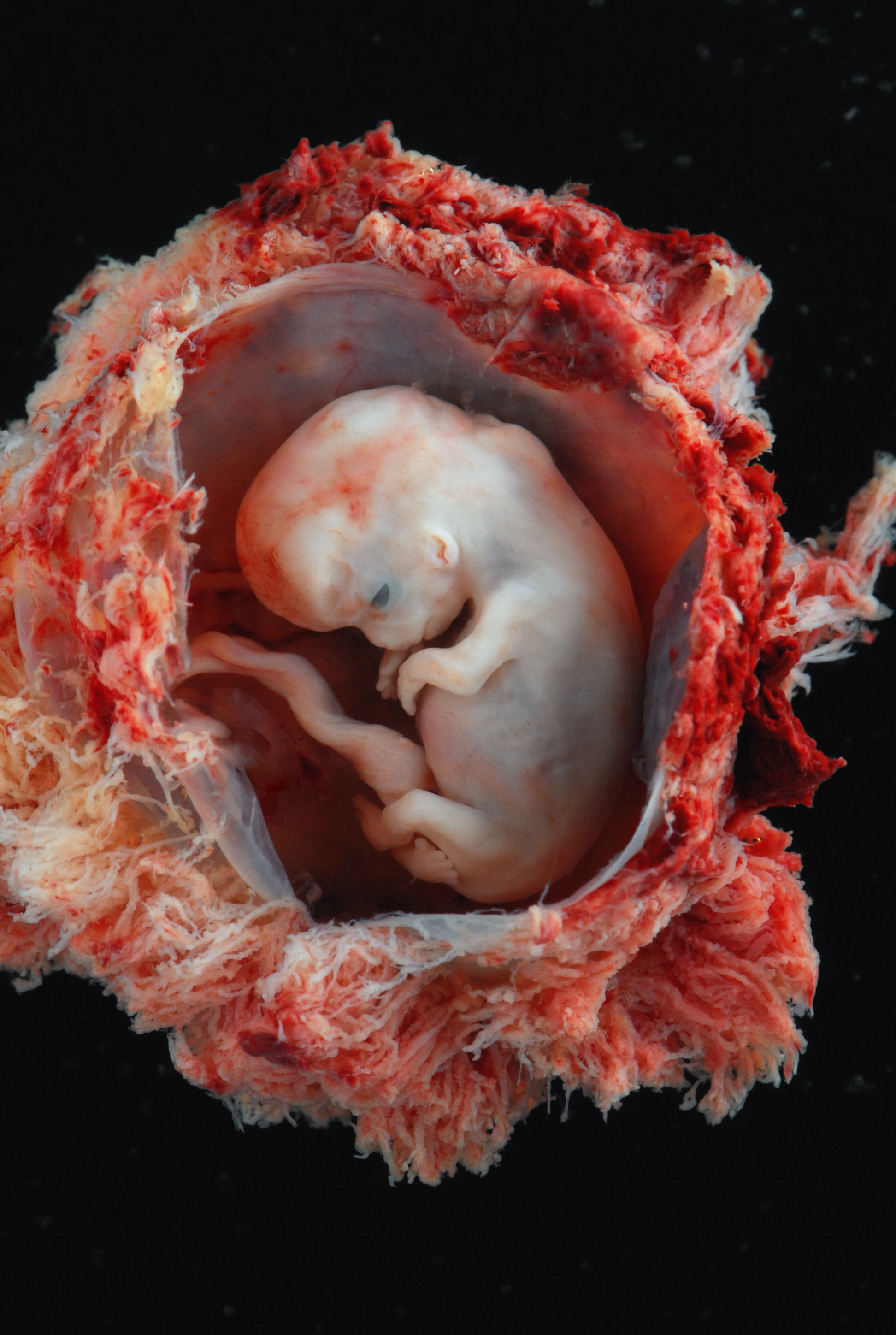
acht weken oud embryo (vanaf bevruchting)

### Stadium 23: ca. 56 dagen
Het embryo is 23 tot 32,2 mm lang
- Laatste embryonale stadium, in het tweede en derde trimester wordt gesproken van een foetus.
- Verdere ossificatie
- Hoofd: oogleden, oorschelpen, meer afgerond hoofd
- Lichaam: rechttrekken van romp
- Ledematen: handen en voeten naar binnen gedraaid